# Glötessjön
Glötessjön är en sjö i Härjedalens kommun i Härjedalen och ingår i Ljusnans huvudavrinningsområde. Sjön har en area på 0,337 kvadratkilometer och ligger 584,1 meter över havet. Sjön avvattnas av vattendraget Glötan.

## Delavrinningsområde
Glötessjön ingår i det delavrinningsområde (688903-137884) som SMHI kallar för Utloppet av Glötessjön. Medelhöjden är 642 meter över havet och ytan är 3,81 kvadratkilometer. Räknas de 2 avrinningsområdena uppströms in blir den ackumulerade arean 41,86 kvadratkilometer. Glötan som avvattnar avrinningsområdet har biflödesordning 3, vilket innebär att vattnet flödar genom totalt 3 vattendrag innan det når havet efter 309 kilometer. Avrinningsområdet består mestadels av skog (67 procent). Avrinningsområdet har 0,33 kvadratkilometer vattenytor vilket ger det en sjöprocent på 8,6 procent. Bebyggelsen i området täcker en yta av 0,26 kvadratkilometer eller 7 procent av avrinningsområdet.